# 정5품
정5품은 고려와 조선의 품계 중 제9등급의 품계이다.

## 조선

### 관직
정5품에 해당하는 관직으로 검상·정랑·지평·사의·헌납·시독관·교리·직장·기주관·전부·찬의·별좌·문학·사직·익위·전훈·전수 등이 있었다.